# Microgale macpheei
Microgale macpheei é um mamífero extinto do gênero Microgale, encontrado no sudeste de Madagascar. Conhecido apenas por dois crânios parciais descobertos na caverna Andrahomana, a datação por radiocarbono de restos de roedores associados sugere que esses fósseis têm cerca de 3.000 anos. É o único tenrecídeo recentemente extinto conhecido. Descrito pela primeira vez em 2007, é mais semelhante a Microgale brevicaudata, encontrado no norte e oeste de Madagascar. M. macpheei apresenta um rostro (parte frontal do crânio) largo e, assim como M. brevicaudata, não possui diastema (espaço) entre os pré-molares. Diversas características da morfologia dentária são exclusivas de M. macpheei.

## Taxonomia
Restos de tenrecídeos musaranhos (Microgale) foram encontrados durante expedições à caverna Andrahomana, no sudeste de Madagascar, lideradas por David Burney em 2000 e 2003. O material de Microgale foi descrito como uma nova espécie, M. macpheei, em 2007, por Steven M. Goodman [en], Natalie Vasey e Burney. A espécie foi nomeada em homenagem a Ross MacPhee, em reconhecimento às suas contribuições para o conhecimento do gênero Microgale e da paleontologia de Madagascar. Goodman e colegas consideraram Microgale brevicaudata, do norte e oeste de Madagascar, como o parente mais próximo de M. macpheei; algumas populações desse tenrecídeo foram posteriormente separadas em uma espécie distinta, Microgale grandidieri. O nome comum em inglês "MacPhee's shrew tenrec" foi proposto para M. macpheei. O gênero Microgale, ao qual pertence M. macpheei, inclui mais de 20 espécies e é o maior da família dos tenrecídeos, que abrange uma variedade de mamíferos malgaxes.

## Descrição
Microgale macpheei é conhecido por dois espécimes: um crânio danificado, sem a parte posterior (ossos parietais e posteriores) e sem os incisivos, caninos e segundos pré-molares; e outro crânio danificado, sem as mesmas partes e também sem a fileira dentária esquerda. Ambos não mostram sinais de substituição dentária, indicando que a dentição permanente está completa. M. macpheei era maior em várias medidas em comparação com M. brevicaudata, mas, devido à pequena amostra, algumas diferenças não são estatisticamente significativas. O comprimento do palato ósseo nos dois espécimes de M. macpheei é de 9,4 e 9,7 mm, comparado a 7,1 a 9,0 mm em oito adultos de M. brevicaudata. Em ambos os espécimes, o comprimento da fileira de molares é de 3,0 mm, contra 2,4 a 2,8 mm na amostra de M. brevicaudata.
O rostro (parte frontal do crânio) é curto e largo tanto em M. macpheei quanto em M. brevicaudata, contrastando com outras espécies de Microgale, mas o rostro de M. brevicaudata é visivelmente mais afilado na frente, enquanto o de M. macpheei é mais arredondado. Diferentemente de outros Microgale, M. brevicaudata e M. macpheei não apresentam espaços (diastema) entre os pré-molares. M. macpheei possuía dentes maiores e mais robustos que M. brevicaudata. Em ambas as espécies, as cristas no quarto pré-molar (P4) e nos molares são reduzidas em comparação com outras espécies de Microgale. M. macpheei não apresenta uma extensão da cúspide protocone na face lingual (interna) do terceiro pré-molar superior (P3) e do P4, presente em M. brevicaudata, e tem a cúspide paracone no P4 menos desenvolvida. Por outro lado, a parte frontal da crista no P4 é maior. As proporções de algumas cristas nos dois últimos molares também diferem entre as duas espécies.

## Distribuição e ecologia
Microgale macpheei é conhecido apenas da caverna Andrahomana. Sua presença passada nesse local, assim como a do roedor extinto Hypogeomys australis [en], sugere condições mésicas (úmidas) no entorno da caverna, que atualmente é uma área seca. Além de M. macpheei, outros três tenrecídeos foram descritos a partir de material subfóssil, mas nenhum é atualmente reconhecido como espécie válida; assim, M. macpheei é, no momento, a única espécie de tenrecídeo recentemente extinta conhecida. No entanto, existe uma área remanescente de floresta mésica perto de Andrahomana, onde uma população de M. macpheei pode ainda sobreviver. Embora não tenha sido realizada datação por radiocarbono nos restos de M. macpheei, ossos do roedor Macrotarsomys petteri encontrados em camadas da mesma caverna, abrangendo aquelas onde M. macpheei foi encontrado, indicam datas de cerca de 2480 e 1760 AP.